# نونه هایراپتیان
نونه هایراپتیان (ارمنی: Նունե Հայրապետյան انگلیسی: Nune Hairapetian؛ زادهٔ ۲۳ نوامبر ۱۹۵۱) موسیقی‌دان، نوازنده پیانو، مدرس موسیقی، اهل ارمنستان است.

## زندگی‌نامه
نونه هایراپتیان در ارمنستان در خانواده ای نوازنده متولد شد و به یکی از مهم‌ترین هنرمندان عرصه فرهنگی اتحاد جماهیر شوروی سابق تبدیل شد. نونه کار خود در زمینه موسیقی را در ۸ سالگی آغاز کرد و در ۱۱ سالگی کنسرتو پیانو مندلسون را با ارکستر نواخت. او سپس در مدرسه ویژه مرکزی مسکو که یک‌موسسه آموزش موسیقی است که‌این‌موسسه مدارک مختلفی از جمله لیسانس اجرای موسیقی، کارشناسی ارشد موسیقی و دکترا در تحقیقات ارائه می‌دهد وبرای استعدادهای جوان بود پذیرفته شد، و تحصیلات تکمیلی خود را در کنسرواتوار چایکوفسکی مسکو ادامه داد. نونه هایراپتیان در سال ۱۹۷۲ برنده جایزه دوم تنها مسابقه ملی اتحاد جماهیر شوروی، مسابقه معتبر پیانو مینسک شد. پس از مسابقه، او در زمینه اجرای کنسرت فعالیت بسیار زیادی را آغاز کرد و در تمام ایالت‌های اتحاد جماهیر شوروی نوازندگی کرد. در سالهای ۱۹۷۲–۱۹۸۸ او به‌طور متوسط سالانه ۴۰ رسیتال اجرا می‌کرد و با مهم‌ترین ارکستر های فیلارمونیک و مشهورترین رهبران کشورهای شوروی نوازندگی می‌کرد. در سال ۱۹۷۴ از کنسرواتوار مسکو با درجه ممتاز و حداکثر نمره در کلاس کنسرت نوازنده افسانه ای روسی یاکوف فلیر فارغ‌التحصیل شد. در سال ۱۹۷۸ دکترای خود را در رشته موسیقی دریافت کرد.
در سال ۱۹۸۸ نونه هایراپتیان اتحاد جماهیر شوروی را ترک کرد و به ایتالیا رفت. از سال ۱۹۹۱ تا ۲۰۰۳ او به‌طور منظم توسط سازمان معتبر «Società dei Concerti» برای چندین رسیتال و کنسرت با ارکستر در گرانده فروش وردی کنسرواتوار میلان دعوت شد. در سال ۱۹۹۵ نونه به همراه مستیسلاو روستروپوویچ و دیگر هنرمندان برجسته در چهل و سومین جشنواره بین‌المللی لیوبلیانا دعوت شد تا در کنسرت افتتاحیه شرکت کند.
در سال ۱۹۹۱ کنسرت ویژه «رویداد تاریخی» را در کنسرواتوار میلان اجرا کرد:او کنسرتوهای باخ را با ۳ و ۴ پیانو و ارکستر به همراه مادر، خواهر و دخترش نواخت. این کنسرت استثنایی توسط منتقدان و مخاطبان بسیار مورد توجه قرارگرفت و تا به امروز یکی از مشهورترین رویدادهای زندگی فرهنگی ایتالیا باقی مانده است. نونه هایراپتیان کارنامه بسیار وسیعی دارد. او به ویژه توسط منتقدان و مخاطبان به دلیل تفسیرهایش از موتسارت، برامس و نویسندگان روسی: اسکرجابین ، راخمانینوف، پروکوفیف تحسین شده است.‌

## تدریس
از سال ۱۹۷۸ نونه هایراپتیان نیز معلمی پرمشغله بوده است. در سال ۱۹۷۷ در انستیتوی آموزشی مسکو تخصص خود را در رشته پداگوژی که شاخه‌ای از علوم‌انسانی است که به موضوع آموزش‌وپرورش انسان می‌پردازد را دریافت کرد. و در سال‌های ۱۹۷۸–۱۹۸۸ در مؤسسه تخصصی موسیقی ایروان تدریس کرد و هر سال عضو هیئت داوران این مجموعه بود. در سال ۱۹۸۳ «مدرک عالی» معلم موسیقی را کسب کرد.
او از سال ۱۹۸۸ در ایتالیا به پیانیست‌های ایتالیایی و خارجی آموزش داده و آنها را به‌صورت حرفه‌ای برای دیپلم در کنسرواتوار میلان آماده کرده و آنها را به سمت آینده‌ای موفق سوق داده است.
اکثر شاگردان او موفق شده‌اند ودر حال حاضر به عنوان مجریان بسیار ارزشمند شناخته می‌شوند و برنده چندین مسابقه ملی و بین‌المللی شده‌اند.